# Iglesia de San Francisco de Huancavelica
La Iglesia de San Francisco de Huancavelica es una iglesia en la ciudad de Huancavelica. Fue construida en 1777. Está ubicada en la plaza Bolognesi.